# Стафил
Стафил (грч. Στάφυλος) је у грчкој митологији било име неколико личности, а које су биле повезане са вином и грожђем.

## Митологија
1. Дионисов и Аријаднин син, који је са Хрисотемидом имао три кћерке, Молпадију, Роју и Партенос. Роју је волео Аполон и она је са њим зачела дете, а Стафил када је то открио, затворио ју је у ковчег и бацио у море. Друге две сестре су чувале Стафилово вино, али су заспале и свиња га је просула. Када су се пробудиле и то виделе, скочиле су у море, али их је Аполон пренео међу звезде.[1] Стафил је вино добио од свог оца, Диониса, кога је лепо угостио у свом дому. Заузврат, оцу је поклонио лепу шарену одећу.[2] Према неким изворима, његов отац је можда био Тезеј, а као кћерка се помиње још и Хемитеја. Према тим наводима, он је угостио Лирка, Форонејевог сина и напио га вином, да би га тако пијаног сјединио са својом кћерком Молпадијом. Био је један од Аргонаута.[3]
2. Помиње се и асирски краљ, који је угостио Диониса у свом дому. Према њему је лоза добила назив. Са Метом је имао сина Ботрида. Умро је од болести.[4]
3. Пастир краља Енеја који је приметио да једна коза често брсти плодове једне лозе и при томе се чудно понаша. Пошто је обавестио о томе свог краља, он је наредио да се плодови исцеде и тим соком је понудио бога Диониса. Њему се пиће допало и назвао га је вином по Енеју, а плод грозд по Стафилу.[2]
4. Силенов син се такође звао Стафил и он је први помешао вино и воду.[2]
5. Еномајев син, који је подржао Диониса у спору са Посејдоном око Бероје.[4]